# Anagrelid
Anagrelid ist ein Arzneistoff aus der Gruppe der Imidazolidinon-Verbindungen. Anagrelid verringert die Anzahl der im Knochenmark gebildeten Blutplättchen und verringert auf diesem Weg die Zahl der im Blut zirkulierenden Blutplättchen wieder auf ein normales Maß. Er wird in der Therapie von Thrombozytosen verwendet, die bei Patienten mit myeloproliferativen Erkrankungen wie der essentiellen Thrombozythämie (ET), Polycythaemia vera (PV), der chronisch-myeloischen Leukämie (CML) oder der Osteomyelofibrose (OMF) vorkommen.

## Wirkungsmechanismus
Nachdem dem Arzneistoff ursprünglich eine hemmende Wirkung auf die Verklumpung von Blutplättchen (Thrombozytenaggregationshemmung) zugeschrieben wurde, haben klinische Studien gezeigt, dass die Substanz keinen Einfluss auf die Thrombozytenfunktion hat, aber dennoch zu einem schnellen Abfall der Thrombozytenzahl im Blut führt. Der genaue Mechanismus der Wirkungsweise ist noch unklar. Es ist jedoch bekannt, dass Anagrelid die cAMP-Phosphodiesterase Typ 3 hemmt. Basierend auf Untersuchungen in Zellkulturen wird diskutiert, dass die Substanz in den Vorläuferzellen der Thrombozyten (Megakaryozyten) wirkt, indem sie deren Reifung verlangsamt und ihre Größe und Ploidie verringert.

## Nebenwirkungen
- häufig: Kopfschmerzen, Schwindel, Müdigkeit, starker Herzschlag, Übelkeit, Durchfall, Anämie

Die Therapie erfordert eine klinische Überwachung des Patienten bezüglich Blutbild, Nieren- und Leberfunktion.
Nach der Markteinführung wurden bei Patienten ohne Verdacht auf eine Herzerkrankung, mit Normalbefunden bei vor der Behandlung durchgeführten Herz-Kreislauf-Untersuchungen, schwerwiegende kardiovaskuläre Nebenwirkungen beobachtet. Anagrelid ist bei Patienten jeden Alters mit bekannter oder mit Verdacht auf Herzerkrankung vorsichtig anzuwenden und bei Risikopatienten als Zweitlinientherapie vorgesehen.

## Vergleich Anagrelid versus Hydroxycarbamid
Eine 2005 im „New England Journal of Medicine“ publizierte Studie lässt allerdings vermuten, dass Anagrelid der Referenzsubstanz Hydroxycarbamid unterlegen ist:
Über 800 Personen mit essentieller Thrombozythämie, bei denen aufgrund einer hohen Thrombozytenzahl (über 1 Million/µl) und weiterer Kriterien ein hohes Risiko für vaskuläre Komplikationen bestand, erhielten neben niedrigdosierter Acetylsalicylsäure (ASS) von 75 bis 100 mg entweder Anagrelid oder Hydroxycarbamid.
Nach einer Beobachtungszeit von mehr als 3 Jahren hatten – bei vergleichbarer Reduktion der Thrombozytenzahl – in der Anagrelid-Gruppe 14 %, in der Hydroxycarbamid-Gruppe dagegen nur 9 % der Behandelten eine arterielle oder venöse Thrombose oder eine ernsthafte Blutung erlitten. Die Abbruchrate in der Anagrelid-Gruppe war ebenfalls höher.
Unter Anagrelid war auch signifikant häufiger eine Transformation in eine Osteomyelofibrose aufgetreten.
Die genannte Studie ist jedoch aufgrund methodischer Ungenauigkeiten in die Kritik geraten und die Ergebnisse weiterer laufender Studien sollten abgewartet werden.

## Zulassung
Anagrelid ist für die Behandlung von Hochrisiko-Patienten mit ET in Form verschiedener Präparate von verschiedenen Herstellern zugelassen. Die Substanz ist für die Zweitlinientherapie in Deutschland und bereits für die Erstlinientherapie in Österreich und in der Schweiz zugelassen.

## Handelsnamen
Monopräparate
Agrylin (USA, CDN), Thromboreductin (AT, PL, HU, CH, RO, CZ, SK, LT, LV), Xagrid (D, CH)